# جنرال دايناميكس إف-16 فايتينغ فالكون
أف-16 النسر المقاتل (بالإنجليزية: F-16 Fighting Falcon) طائرة مقاتلة خفيفة نفاثة، أحادية المحرك، متعددة المهام من مقاتلات الجيل الرابع من إنتاج شركة جنرال ديناميكس لصالح القوات الجوية الأمريكية، ثم تم تطويرها من قبل شركة لوكهيد مارتن. وقد صممت كطائرة قنص خفيفة للقيام بالعديد من عمليات القنص بنجاح كبير. وأثبتت الطائرة بجدارة قدرة كبيرة على المناورة، وتم تصديرها للعديد من الدول. وهي واحدة من أهم الطائرات المقاتلة التي ظهرت في الجزء الأخير من القرن العشرين. تم تطويرها أساساً انطلاقاً من مفهوم تطوير طائرة مقاتلة تجريبية خفيفة الوزن وتطورت إلى أن أصبحت طائرة مقاتلة لكثير من الظروف الجوية وطائرة هجومية دقيقة الإصابة للأهداف. تم تصنيع إف 16 في 5 خطوط إنتاج منفصلة، مما يجعلها أكبر برنامج لصناعة طائرة مقاتلة يشهده العالم الغربي، تم تصنيع حوالي 4540 طائرة اف 16، ولم تعد تشتريها القوات الأمريكية،  ومازال الإنتاج مستمراً لأغراض التصدير.
كانت المناقشة حامية داخل الولايات المتحدة للقوات الجوية على الحاجة إلى وجود مقاتلة «خفيفة». بقيادة ما يسمى ب «المافيا المقاتلة»، وضعت الأهدف ليكون برنامج أقل تكلفة، أو بالتساوي تقريباً. وتم التصديق على إنتاج الصقر المقاتل إف 16 كنتيجة لمشروع القنص الغربي الكبير في عام 1976. وتحتل المرتبة الثانية في إنتاج الطائرات بعد ميج-21 بعد الحرب العالمية الثانية، فقد تم أنتاج ما يقرب من 4.550 طائرة إف 16 حتى الآن وفقاً للمعلومات، أما ميج-21 فقد بلغ العدد الطائرات المنتجة منها ما يزيد على 10,000 طائرة.
قاوم سلاح الجو في البداية، ثم استسلم، واتفقا على إجراء مسابقة بين المقاتلة التي أسفرت عن الطيران والمواجهة بين يلافن نورثروب - 17)، وجنرال ديناميكس ف- 16 في عام 1974. وفازت ف - 16 في المسابقة، ولكن ف- 17 أصبح الأساس لسلاح البحرية لشركة ماكدونيل هورنت. أربع دول حلف شمال الأطلسي (بلجيكا والدنمارك وهولندا، والنرويج): أعلنت اختيارها طراز اف 16 ك مقاتلة، مما أدى إلى جهود إنتاج مشتركة وإنشاء سوق عالمية.
وجنرال ديناميكس إف 16 فالكون لديه الكثير من الميزات المتقدمة، بما في ذلك الجناح المخلوطة وتصميم جسم الطائرة، وأمكانية التحكم بها (إلكترونيا)، رائعة لوضوح تماما، والقدرة على المناورة رائعة. أولا جوا يوم 20 يناير عام 1974، عن طريق Oestricher، أن طراز اف-16 سرعان ما أثبتت الأداء المذهل، وبدأت في تلقي طلبات إضافية من القوات الجوية الأمريكية سابقا.
وجنرال ديناميكس إف 16 فالكون واجهت بعض المشاكل مع محركها، لم تحل تماما، وكان هناك عدد من الخسائر من الصقور على مدى السنوات. على الرغم من هذا، فإن الأداء من طراز اف- 16 قد اكتسبت سمعة باعتبارها من أهم المقاتلات الحالية في الغرب.
وجنرال ديناميكس إف 16 فالكون - تسمى غالبا ما «الكتريك جيت» من «فالكون»—وقد صممت للاستفادة من التحسينات في خدمة المعدات والنتيجة كانت العديد من ف - 16 والقذائف الصاروخية وتم تحديثها بشكل كامل مع أجهزة الرادار وبأحدث معدات الرؤية الليلية،

## معلومات عامة

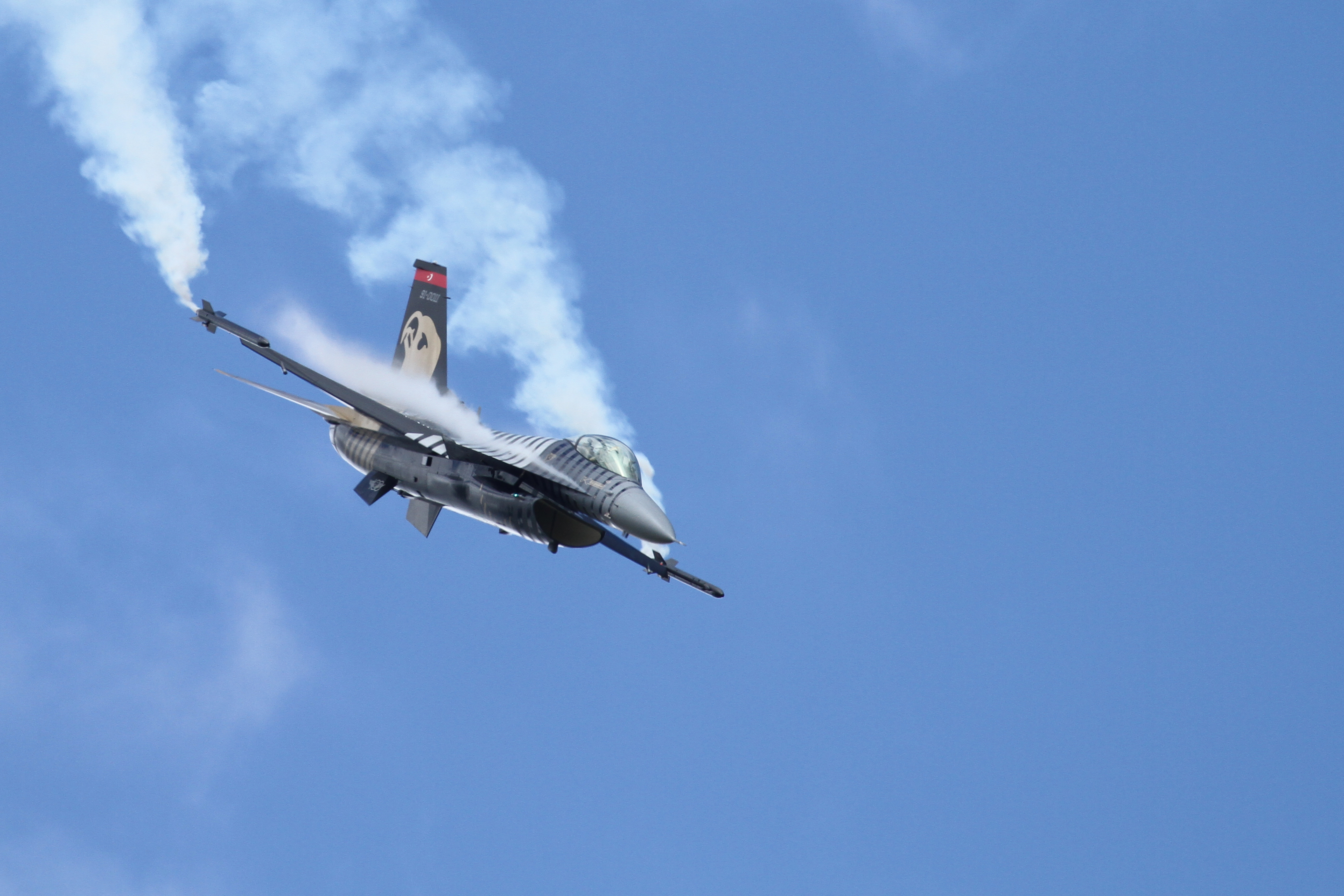
إحدى طائرات الإف 16 التركية أثناء طيرانها في عرض جوي

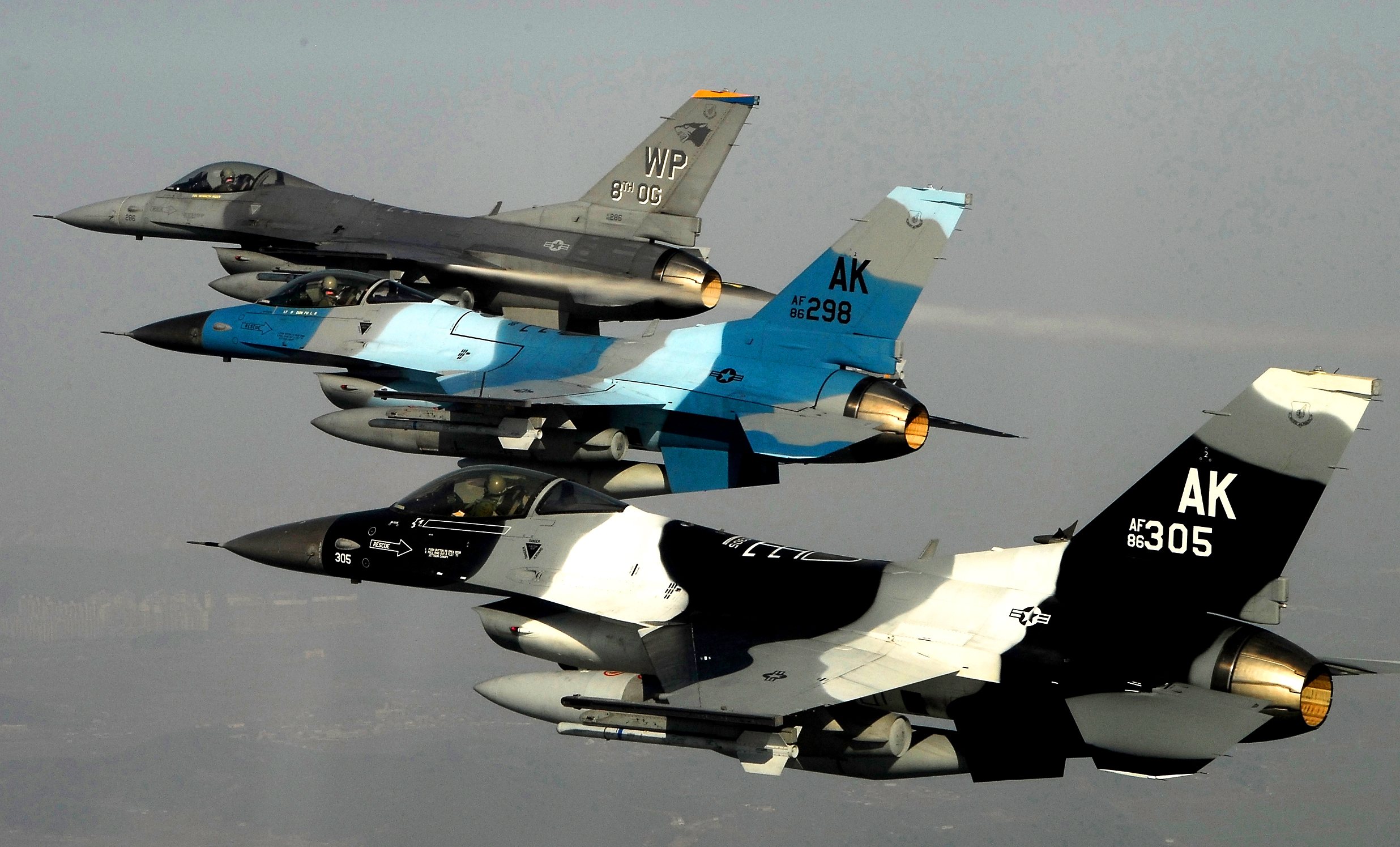
ثلاث مقاتلات اف-C16 بلوك 30 أمريكية فوق كوريا الجنوبية

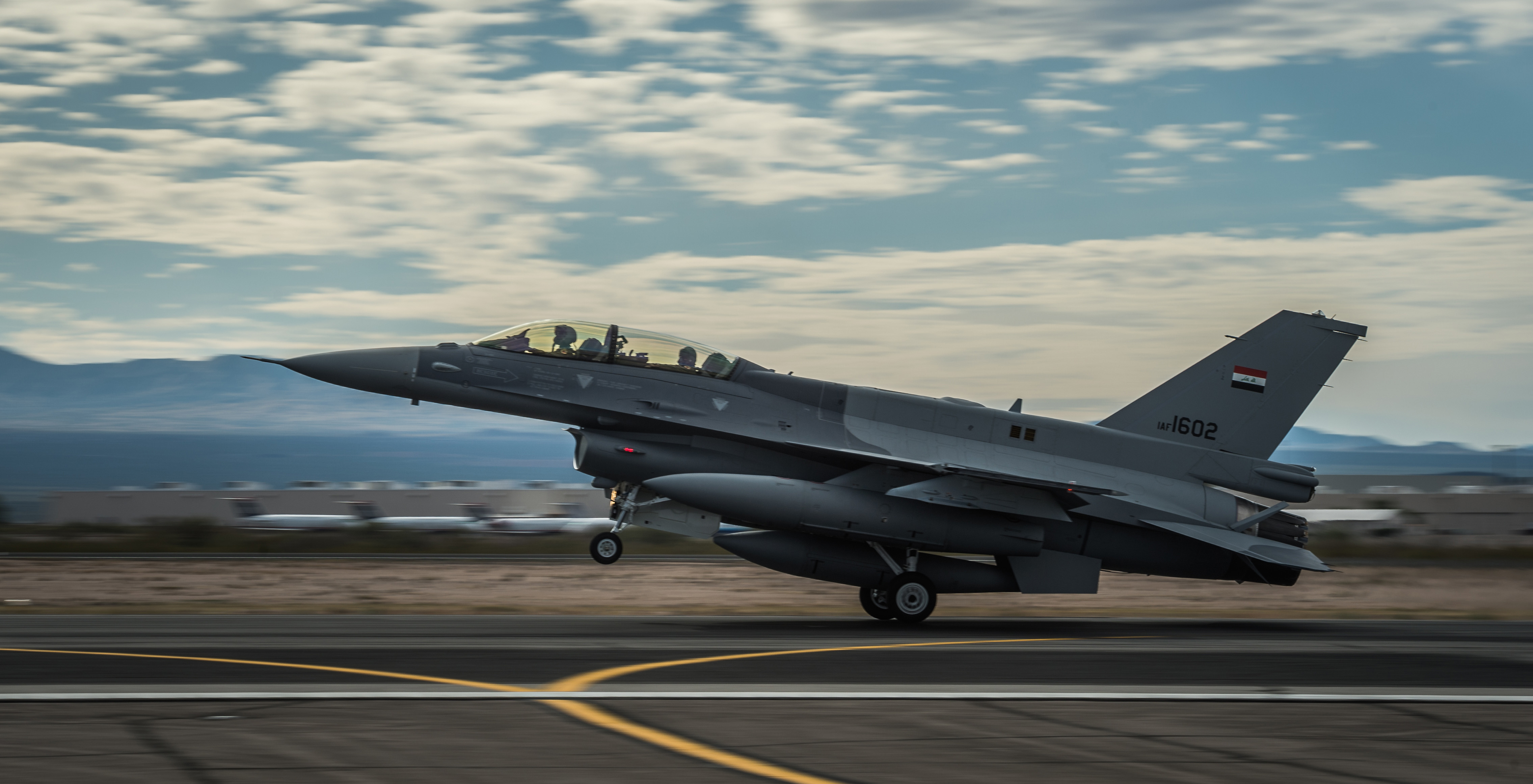
مقاتلة إف-16 C بلوك 52 تابعة للقوة الجوية العراقية أثناء الإقلاع

تقوم القوات الجوية ل26 دولة حول العالم باستخدام إف 16 بأنواعها المختلفة. ويستمر إنتاج إصدارات من الطائرة لا ليتم استخدامها من قبل القوات الجوية الأمريكية، بل لأغراض التصدير. وفي عام 1993 باعت شركة جنرال ديناميكس حقوق إنتاج الطائرة لشركة لوكهيد مارتن. وقد تحول اسم الشركة إلى لوكهيد مارتن عقب اتحاد شركة لوكهيد مع شركة مارتن ماريتا في عام 1995. وقد دخلت إف 16 للتجديد عدد غير محدود من المرات بسبب المناورات (المعارك) الجوية، ولرؤية أفضل صممت المظلة (القبة) على شكل قطرة ماء، وأُخذ ذراع التحكم إلى اليمين لتوفير السهولة للطيار عند الانعطافات التي يتم تنفيذها بقوة تسارع (جي فورس) عالية، ولتخفيف (تقليل) قوة التسارع التي تؤثر على الطيار، وقد صُنع مقعد الطيار مائلا نحو الخلف، وتتكون أسلحتها من مدفع إم-61 فولكان الموجود داخل الهيكل، وصواريخ (قذائف) متنوعة يمكن تركيبها على إحدى عشر نقطة تحميل. بإضافة إلى أنها أول طائرة مقاتلة يمكنها الصمود حتى قوة تسارع 9، ويمكنها الصعود بقوة بشرط ألا تكون نسبة الدفع- الوزن أعلى من 1، وتستطيع أيضاً أن تسرع بشكل عمودي عند اللزوم. وعلى الرغم من أن التسمية الرسمية للطائرة الإف 16 في الصقر المقاتل إلا أن الطيارين اعتادوا على تسميتها "Viper" الأفعى السامة.
وتفكر القوات الجوية الأمريكية بأن تستمر طائرة إف 16 في الخدمة حتى عام 2025، على أن يتم تبديل الإف 16 بالتدريج بطائرة إف-35 لايتنيغ الثانية التي بدأت الدخول في الخدمة منذ عام 2011.
طائرة الإف 16 هي طائرة قنص وقصف بالقنابل، يمكنها أن توجه أسلحتها على أهداف جوية وبرية (بحساسية) بدقة عالية جداً. وقد أثبتت الإف 16 كفائتها مستفيدة من الإنظمة التكنولوجية لطائرات مثل إف-15 إيغل وإف-111 آردفارك. ويمكن للطائرة الكشف عن الطائرات التي تحلق على مستوى منخفض بفضل ردارها القوى. وطائرة الإف 16 أول طائرة في العالم يُتحكم بها إلكترونياً، فهي أول طائرة حربية توجه أقسامها الميكانيكية بنظام إلكتروني، وتتمتع الطائرة بقدرة عالية على المناورة والسرعة. وتُضم طائرة الإف 16 إلى قائمة الطائرات صعبة الاستخدام. وهي طائرة تمتلك العديد من المهارات التكتيكية والقدرة العالية على القنص في معارك الجو الجو أو الجو أرض. ويوجد مقعد واحد للقيادة في مجموعة طائرات الإف 16 سي، بخلاف سلسلة طائرات الإف 16 دي التي تحتوي على مقعدين. ويوجد في طائرة الإف 16 محرك توربيني واحد، ولقرب مدخل الهوء الشديد من الأرض كان دخول المواد الدخيلة إلى المحرك وإحداث الأضرار فيه سهلاً جداً. ولهذا السبب يجب تنقية المكان الذي توجد فيه الطائرة من أي مواد دخيلة. بالإضافة إلى أن مدخل الهواء الذي في الطائرة خطير للغاية على الأشخاص العاملين عليها، حتى أن محركها يخلق قوة شفط من الممكن أن تسحب إنسان أثناء عملها في مستوى منخفض.

## التوصيف الفني
أحادية المحرك، فوق صوتية، محرك توربيني مروحي، مقاتلة متعددة المهام، لديها القدرة على الطيران في جميع الظروف الجوية، قادرة على حمل الأسلحة النووية والتقليدية، كما أن قدرتها على تعبئة الوقود أثناء الطيران تزيد من مرونتها أثناء المعارك.

## الأهداف التكتيكية والاستراتيجية
- التفوق البحري والسيطرة على المجال الجوي هو مهمتها الأساسية
- التدمير بالقصف الجوي ووقف الدعم الجوي هدف ثانوي

## التكلفة
- إف-I16 تكلف 70 مليون دولار (2006)
- إف-F/E16 تكلف 26.9 مليون دولار (2005)
- إف-D/C16 تكلف 18.8 مليون دولار (1998)[10]
- إف-B/A16 تكلف 14.4 مليون دولار (1998)

## الخصائص (إف-16)
- الطاقم: على حسب النوع (F-16A+F-16C 1 طيار)/(F-16B+F-16D 2 طيار)
- الطول: 14.8 م
- المسافة بين الجناحين: 9.8 متر
- الارتفاع: 4.8 متر
- مساحة الجناح: 27.87 م²
- أقصى ارتفاع: 15.2 كم
- معدل الصعود: 254 م/ث (الوصول لأقصى ارتفاع دقيقة واحدة)
- الوزن الخالي: 8670 كجم
- الوزن الإجمالي: 12000 كجم
- الوزن عند الإقلاع: 19200 كجم
- السرعة عند مستوى سطح البحر: 1.2 ماخ (1470 كم/س)
- السرعة عند أقصى ارتفاع: 2 ماخ (2420 كم/س)

## المستخدمون
- الولايات المتحدة
- الدنمارك
- اليونان
- مصر
- العراق
- بولندا
- البرتغال
- هولندا
- النرويج
- بلجيكا
- تركيا
- إندونيسيا
- باكستان
- سنغافورة
- تايوان
- كوريا الجنوبية
- تايلاند
- الأردن
- إسرائيل
- المغرب .[11][12]
- عُمان
- البحرين
- تشيلي
- فنزويلا
- الإمارات العربية المتحدة

## المستخدمين السابقين
- إيطاليا

## الطلبات الملغاة
```
ایران

بين عامي 1976 و1977، أبلغت 
القوات الجوية الإمبراطورية الإيرانية
 شركة جنرال دايناميكس بطلبية إنتاج 160 مقاتلة من طراز F-16 Block 30 إلى جانب الحق في طلب 140 طائرة أخرى.  لكن مع ثورة 1979 في 
إيران
، تم إلغاء هذا الأمر وجميع عقود الشراء العسكري الإيراني من أمريكا.  وفي وقت لاحق، تم استلام طائرة 
من فنزويلا
```

## وصلات خارجية
- ملف الطائرة من الموقع الرسمي لسلاح الطيران الأمريكي (إنجليزي)